# Jules Truffier
Jules-Charles Truffier est un acteur français, né dans l'ancien 5e arrondissement de Paris le 25 février 1856 et mort à Neuilly-sur-Seine le 30 novembre 1943,.

## Biographie
Après un passage au théâtre de l'Odéon, il entre en 1875 à la Comédie-Française où il débute dans Tabarin, avant d'en devenir le 319e sociétaire en 1888. Nommé sociétaire honoraire en 1922, il était aussi professeur au Conservatoire de Paris.

## Théâtre

### Hors Comédie-Française
- 1875 : Un drame sous Philippe II de Georges de Porto-Riche, théâtre de l'Odéon

### Carrière à la Comédie-Française
Entrée en 1875
Nommé 319e sociétaire en 1888 puis sociétaire honoraire en 1922.
- 1875 : Le Misanthrope de Molière : Dubois
- 1876 : Les Plaideurs de Jean Racine : Petit-Jean
- 1877 : Chatterton d'Alfred de Vigny : Lord Lauderdale
- 1878 : Les Plaideurs de Jean Racine : le souffleur
- 1879 : Le Mariage de Figaro de Beaumarchais : Grippesoleil
- 1880 : Le Bourgeois gentilhomme de Molière : le maître à danser
- 1883 : Le Misanthrope de Molière : Clitandre
- 1884 : La Duchesse Martin de Henri Meilhac : Saturnin
- 1889 : L'École des maris de Molière : Ergaste
- 1890 : Le Bourgeois gentilhomme de Molière : le maître à danser
- 1890 : George Dandin ou le Mari confondu de Molière : Lubin
- 1895 : Le Barbier de Séville de Beaumarchais : Figaro
- 1897 : Le Passé de Georges de Porto-Riche : Mariotte
- 1897 : Les Plaideurs de Jean Racine : L'Intimé
- 1898 : Les Ménechmes de Jean-François Regnard, mise en scène Jules Truffier : Valentin
- 1899 : Mercadet d'Honoré de Balzac : Violette
- 1902 : Le Passé de Georges de Porto-Riche : Mariotte
- 1902 : L'École des maris de Molière : Ergaste
- 1902  : Le Misanthrope de Molière : Oronte
- 1902 : Ruy Blas de Victor Hugo : un laquais
- 1903 : Le Malade imaginaire de Molière : Thomas Diafoirus
- 1904 : Le Mariage de Figaro de Beaumarchais : Brid'oison
- 1905 : Les Folies amoureuses de Jean-François Regnard : Crispin
- 1906 : Les Caprices de Marianne d'Alfred de Musset : Tibia
- 1906  : Le Menteur de Pierre Corneille : Cliton
- 1907 : Le Gendre de monsieur Poirier d'Émile Augier et Jules Sandeau : Vatel
- 1907 : Marion de Lorme de Victor Hugo : Le Gracieux
- 1907 : Les Plaideurs de Jean Racine : Dandin
- 1907 : La Mère confidente de Marivaux : Ergaste
- 1908 : Le Misanthrope de Molière, mise en scène Jules Truffier : Oronte
- 1908 : Le Foyer d'Octave Mirbeau et Thadée Natanson : l'abbé Laroze
- 1909 : L'Honneur et l'Argent de François Ponsard : Mercier
- 1909 : La Robe rouge d'Eugène Brieux : La Bouzule
- 1911 : L'École des maris de Molière : Sganarelle
- 1912 : Le Mariage forcé de Molière : Sganarelle
- 1912 : Maître Favilla de Jules Truffier d'après George Sand : Maître Favilla